# M People
Gli M People sono un gruppo musicale britannico di musica house, originario di Manchester e attivo dal 1990.
I loro singoli che hanno ottenuto maggiormente successo sono One Night in Heaven, Moving on Up e Don't Look Any Further, tutti e tre tratti dal loro secondo album Elegant Slumming.

## Premi
- Premio Mercury 1994
- "British Dance Act" ai BRIT Awards 1994
- "British Dance Act" ai BRIT Awards 1995

## Formazione
- Mike Pickering (24 febbraio 1958) - tastiere, programmazioni
- Heather Small (20 gennaio 1965) - voce
- Paul Heard (5 ottobre 1960) - tastiere, programmazioni
- Shovell (vero nome Andrew Lovell, 11 febbraio 1969) - percussioni

## Discografia
Il numero tra parentesi indica la posizione raggiunta dall'album nella Official Albums Chart.

### Album studio
- 1991 - Northern Soul (#26)
- 1993 - Elegant Slumming (#2)
- 1994 - Bizarre Fruit (#4)
- 1995 - Bizarre Fruit II (#4)
- 1997 - Fresco (#2)

### Raccolte
- 1998 - The Best of M People (#2)
- 1999 - Testify
- 2005 - Ultimate Collection (#17)
- 2007 - One Night in Heaven: The Best of M People
- 2009 - The Collection